# Talhadeira
Talhadeira é uma ferramenta de corte feita de um corpo de aço, de secção circular, retangular, hexagonal ou octogonal, com um extremo forjado, provido de cunha, temperado e afiado convenientemente, e outro chanfrado denominado cabeça. Os tamanhos destas ferramentas são entre 150 e 180 mm.
A cabeça da talhadeira é chanfrada e temperada brandamente para evitar formação de rebarbas ou quebras. Servem para cortar chapas, retirar excesso de material e abrir rasgos. É muito utilizada em construção civil em conjunto ao martelo ou marreta.